# Język zapotecki
Język zapotecki, zapotec – język Indian Zapoteków w meksykańskim stanie Oaxaca, należący do oto-mangueskiej rodziny językowej. Charakteryzuje się znacznym rozbiciem dialektalnym, niektóre z odmian są wzajemnie niezrozumiałe. Katalog Ethnologue traktuje zapotecki jako makrojęzyk składający się z aż 58 odrębnych dialektów/języków.

## Podział języków zapoteckich[3]
- Języki chatino – 6 języków
- Języki zapoteckie właściwe – 58 języków
  - Języki Doliny Oaxaca i Przesmyku Tehuantepec
  - Języki północnozapoteckie
  - Języki południowozapoteckie